# Ellen Carstensen Reenberg
Ellen Carla Marie Carstensen Reenberg (12. august 1899 i København – 20. november 1985 smst.) var en dansk skuespillerinde.
Reenberg blev uddannet fra Det Kongelige Teaters elevskole som elev hos Ella Ungermann. Hun fik sin debut i 1918 på Aalborg Teater med opsætningen Udenfor Murene, og kom senere til Betty Nansen Teatret, Det Kongelige Teater og Folketeatret i København. Desuden optrådte hun i Radioteatret.
Ellen Carstensen Reenberg var gift med Holger Reenberg og mor til skuespilleren Jørgen Reenberg.
Hun er begravet på Frederiksberg Ældre Kirkegård.

## Filmografi
- Det gyldne smil (1935)
- En desertør (1940)
- Elly Petersen (1944)
- Far til fire (1953)